# Mpane
Mpane est un village du Cameroun, situé dans la région de l'Est, dans le département du Haut-Nyong. Il appartient à la commune de Lomié et au canton de Nzime-Est.

## Population
Lors du recensement de 2005, le village comptait 80 habitants, dont 38 hommes et 42 femmes.
En 1964-1965, sa population de 388 habitants était constituée de Dzimou et de 77 Pygmées.

## Infrastructures
En 1965, Mpane se trouvait sur la piste auto de Lomié à Eschiambor vers Medoum-Yokadouma (accessible aux piétons). Le village accueillait un marché périodique et une école officielle à cycle complet.
Au début des années 2010, Mpane disposait d'une source aménagée.